# Joan Baptista Soler i Bru
Joan Baptista Soler i Bru (Sabadell, 29 d'octubre de 1888 - Barcelona, 2 de gener de 1954) fou un polític, dirigent esportiu i mutualista català.
Soler nasqué el 39 d'octubre de 1888 a Sabadell en una família de tres germans, de la que ell en fou el major. A la seva ciutat natal cursà els primers estudis i encetà el camí com a activista social. Molt actiu durant la dictadura de Primo de Rivera, milità a Estat Català, fou membre del CADCI i participà tres cops a la directiva del FC Barcelona (1916-1917, 1920-1921 i 1928-1930). També esdevingué promotor cultural de la dansa tradicional catalana i ocupà la presidència de l'Esbart Català de Dansaires (1908-1909 i 1914-1916). El maig de 1924 el periòdic esportiu L'Esport Català el trià com a referent després que la selecció de futbol de Barcelona guanyà la de París en un partit amistós, en el que ell formà part com a seleccionador del combinat barceloní. Després de la Conferència d'Esquerres de 1931 ingressà a Esquerra Republicana de Catalunya i fou elegit diputat per Barcelona al Parlament de Catalunya a les eleccions al Parlament de Catalunya de 1932, on va formar part del Consell d'Economia i va impulsar l'aprovació el 1934 de la Llei de Mutualitats. En acabar la guerra civil espanyola es va exiliar a Cuba, d'on va tornar per a morir a Barcelona el 2 de gener 1954.